# Aeranthes henricii
Aeranthes henricii , es una orquídea epífita originaria de Madagascar y de las Comoras.
La especie ha sido trasladada y ahora figura como Erasanthe henrici.

## Distribución y hábitat
Se encuentra  en Madagascar en los bosques húmedos siempreverdes en alturas alrededor de 750 a 1000 m s. n. m.

## Descripción
Es una planta pequeña de tamaño que prefiere clima cálido a fresco, epífita con  4 a 6 hojas coriáceas con márgenes ondulados que florece en otoño en una inflorescencia colgante de 12 a 40 cm de largo, y con 3 a 6 flores  grandes  de color blanco puro que miden 10 cm de ancho.

## Taxonomía
Aeranthes henricii fue descrita por Rudolf Schlechter y publicado en Repertorium Specierum Novarum Regni Vegetabilis 33: 274. 1925.
Etimología
Aeranthes (abreviado Aerth.): nombre genérico que deriva del griego: "aer" = "aire" y "anthos" = "flor" que significa 'Flor en el aire', porque parece que flotara en el aire.
henricii: epíteto otorgado en honor de Eugène Henri Perrier de la Bâthie (botánico francés en Madagascar a principios de 1900).
Sinonimia
- Aeranthes henricii var isaloensis Perrier ex Hermans[6]